# Armand Audiganne
Armand Audiganne, född 1814, död 1875, var en fransk socialekonomisk skriftställare. 